# Йединство (Биело поле)
„Йединство“ (на черногорски: Фудбалски клуб Јединство Бијело Поље/Fudbalski klub Jedinstvo Bijelo Polje) е черногорски футболен клуб от град Биело поле. Тимът се състезава в най-високото ниво на черногорския клубен футбол – Черногорската първа лига. 

## История
Клубът е основан през 1922 година в Кралство Югославия, като това е бил първият футболен клуб в град Биело поле. За първи успех след Втората Световна война се счита влизането в Републиканската Черногорска лига през 1949/50. Най-големият успех е 5-о място в шампионата през 2022/23 и 1/2 финала за купата през 2011/12.

## Успехи
Национални
 Черна гора
- Черногорска първа лига
  - 5-о място (1): 2022/23
- Купа на Черна гора
  - 1/2 финалист (1): 2011/12
- Втора лига на Черна гора:
  -  Шампион (2): 2015/16, 2021/22

 Сърбия и Черна гора (2003 – 2006)
- Първа сръбска лига: (2 ниво)
  -  Шампион (1): 2004/05

 СР Югославия (1992 – 2003)
- Черногорска републиканска купа
  -  Финалист (1): 1992/93

 СФР Югославия (1945 – 2002)
- Черногорска републиканска лига: (3 ниво)
  -  Шампион (1): 1971/72, 1975/76, 1977/78
- Черногорска републиканска купа
  -  Финалист (3): 1961/62, 1981/82, 1986/87